# Cotillon

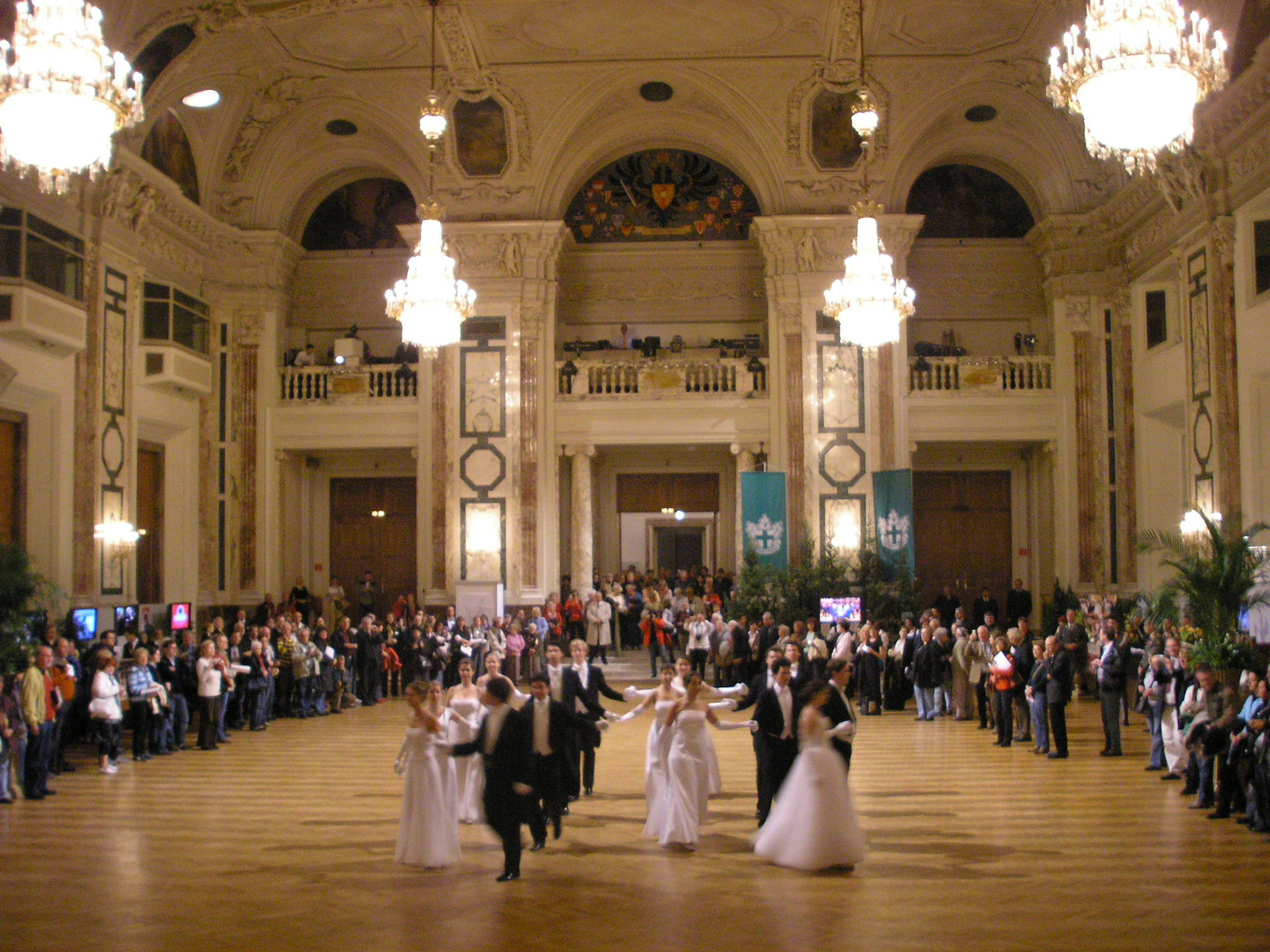
Cotillon

De cotillon of cotillion is een in het begin van de 18e eeuw ontstane dans. De naam is afgeleid van het Frans voor 'onderrok'.

## Geschiedenis
De cotillon is overgewaaid en overgenomen uit Engeland, waar de Round ofwel Country Dance populair waren. Het is een gezelschapsdans, die in Frankrijk ook bekendstond als Contredanse Française. 
Aan het einde van de 18e eeuw werd de dans uitgevoerd door vier dansparen die in een kruisopstelling tegenover elkaar dansten. Sinds de 19e eeuw werd de vierparigheid verlaten en werd de cotillon aangevuld met schertsende muziek van de polka, wals, galop, mazurka en andere modedansen.
De cotillon werd meest als slotdans op een bal gedanst.